# Drosophila sordidula
Drosophila sordidula är en tvåvingeart som beskrevs av Kikkawa och Peng 1938. Drosophila sordidula ingår i släktet Drosophila och familjen daggflugor.
Artens utbredningsområde är Japan och Koreahalvön.